# 凯·霍尔
凯·玛丽·霍尔（英語：Kaye Marie Hall，1951年5月15日—），美国女子游泳运动员，主攻仰泳。她曾代表美国参加1968年夏季奥林匹克运动会游泳比赛，获得二枚金牌和一枚铜牌。